# Marta Ostajewska
Marta Ostajewska (ur. 1980) – polska artystka wizualna, performerka, doktor sztuk pięknych, wykładowczyni akademicka.

## Życiorys
Jest absolwentką filologii polskiej na Uniwersytecie Łódzkim (specjalność dziennikarska) oraz Królewskiej Akademii Sztuk Pięknych w Gandawie (KASK) w Belgii (kierunek – Multimedia, specjalizacja: performance art). Obroniła doktorat w Akademii Sztuk Pięknych im. Eugeniusza Gepperta we Wrocławiu. Redaktor naczelna pisma artystyczno-naukowego Powidoki (w latach 2019–2021) wydawanego przez Akademię Sztuk Pięknych im. Władysława Strzemińskiego w Łodzi oraz redaktor merytoryczna książki Kiwi z PL. Opowieści performerów (Uniwersytet Warszawski, 2019). 
W 2014 roku realizowała projekty artystyczne na terenie Księżego Młyna w Łodzi w ramach stypendium z budżetu MKiDN oraz stypendium artystycznego Prezydenta Miasta Łodzi. Zajmuje się zagadnieniami związanymi z performance art, działaniami site-specific, animacjami dokumentalnymi (Księży Młyn (2014), Miasto snu (2016)), a także zagadnieniem ciała jako archiwum. Publikuje, bierze udział w międzynarodowych projektach i konferencjach, jest kuratorką wystaw (m.in. Jak grzyby... w Fabryce Sztuki w Łodzi, ...po deszczu w Galerii Szarej w Cieszynie, kropka w Galeria Szara Kamienica w Krakowie, Czarna dziura w Galerii Sztuki Wozownia w Toruniu), prowadzi warsztaty (m.in. Synestezja, Lodz Design Festival) i zajęcia dotyczące sztuki współczesnej i performance artu.

## Projekty artystyczne
2025
- Rezydencja artystyczna z grupą Endmoräne w Niemczech, wystawa Hab + Gut[17] w Trebnitz (performance empty suitcase, instalacje: Komora jabłek i Gra w klasy)
- Festiwal site-specific Eintopf (grupa Frakcja i Endmoräne) na Księżym Młynie w Łodzi
- Udział w XIV Tyskim Festiwalu Performance (performance ożywienie/zapomnienie (ślady))

2024
- Festiwal site-specific stre!fen[18] w Görlitz-Zgorzelec, performance I am Neisse
- Performance site-specific Schody, a może/morze korzenie na schodach ewakuacyjnych byłej fabryki wyrobów pończoszniczych przy Sienkiewicza 82/84 w ramach XVIII Festiwalu Puls Literatury w Łodzi

2023
- Jedna z kuratorek międzynarodowej podróżującej wystawy To Be–Named[19] organizowanej przez Recovering Voices (Smithsonian Institution), Coling (University of Warsaw) i Experimental Humanities Collaborative Network (Bard Collage)

2022
- Performance site-specific wielka migracja[20] na podwórku off Piotrkowska w ramach XVI Festiwalu Puls Literatury w Łodzi
- Video performance city+body=dream city (Meksyk, 2022) na wystawie grupowej Frakcji Wspólnota (nie)ludzka w ramach Fotofestiwalu w Łodzi
- Video performance city+body=dream city (Meksyk, 2022) na wystawie grupowej Miasto marzeń w BWA w Krośnie[21]

2021
- Rezydencja artystyczna z grupą Frakcja zakończona wystawą Plaża żeńska | Frakcja na wyjeździe w Centrum Aktywności Twórczej w Ustce[22]
- Udział w X Tyskim Festiwalu Performance 2021 Szach i Pat (performance White Noise)
- Indywidualna wystawa i performance Kostki miodu latem w Pracowni Portretu w Łodzi w ramach Fotofestiwalu 2021[23]

2020
- Video performance inside (performance: Marta Ostajewska, video: Aleksandra Chciuk), wystawa Upaniszady, ODA, Piotrków Trybunalski[24]
- Udział w projekcie How many roads, Łódzkie Centrum Wydarzeń, 1 z 12 artystów, 12 dróg, 155 kilometrów, 2340 minut, 242 265 kroków, projekt artystyczny w przestrzeni miejskiej Łodzi[9]
- Udział w projekcie ABGEFAHREN grupy Endmoräne (książka artystyczna, instalacja, video chain)[25]

2017
- Prezentacja performance beside na Festiwalu PAB OPEN w Bergen, w Norwegii
- Prezentacja animacji Miasto snu w ramach festiwalu O!PLA 2017 (V Ogólnopolski Festiwal Polskiej Animacji), sekcja Off and Go (konkurs główny)

2016
- Projekt Miasto snu (prezentacja w Muzeum Książki Artystycznej i w Muzeum Kinematografii w Łodzi), filmowa impresja animowana budująca oniryczną wizję miasta. W projekcie brało udział dziewiętnastu łódzkich artystów, którzy zapisywali swoje sny w ręcznie zrobionym Notesie snów.
- Video performance Migracja w opuszczonej fabryce na Księżym Młynie w Łodzi
- Działania site-specific w starej fabryce wina zwieńczone performance Grand Opera (współreżyseria) w ramach festiwalu AGITAGUED w Agueda, w Portugalii

2014
- Projekt WyPEŁNIAnie (stypendium z budżetu MKiDN) – artystyczne działania na terenie Księżego Młyna w Łodzi[26]
- Pobocze – historie zadeptane (audiospacery po Księżym Młynie w Łodzi)[27]

## Międzynarodowe projekty
Brała udział w międzynarodowych projektach naukowych ENGHUM i Coling (Horizon 2020) oraz w artystycznych międzynarodowych festiwalach i biennale w Norwegii (PAB OPEN), Kanadzie (RIAP 2014), Portugalii (AgitAgueda, Imaginarius, Dos Canais Festival), w Słowenii (BIO50) oraz w Polsce (Festiwal Interakcje i WIPAW), a także w rezydencji artystycznej w Danii (Human Hotel Kopenhagen).
W 2019 i 2022 roku spędziła rok na grancie naukowym w Narodowym Muzeum Historii Naturalnej (Instytut Smithsonian) w DC, w Waszyngtonie, w Stanach Zjednoczonych i w mieście Meksyk w Meksyku (Horizon 2020). 

## Konferencje naukowe
2024
- IFTR 2024: Our States of Emergency: Theatres and Performances of Tragedy, Manila, Filipiny, międzynarodowa konferencja, prezentacja: Place as an equal partner of trauma and memory: horizontal dialogue across Indigenous cultures, minority languages, and space in the context of Performance as Research methodology
- UNIVERSITY OF PELOPONNESE, Performing Space 2024, Nauplion, Grecja, międzynarodowa konferencja, prezentacja: Indigenous artistic collectives as a radical place of resistance (R.I.S.E, Winter Count, Postcommodity and yəhaw̓ )

2022
- UNIVERSITY OF CAMBRIDGE, CRASSH, Indigenous studies in the United Kingdom and Europe: pasts, presents and futures, międzynarodowa konferencja, prezentacja: Horizontal dialogue across indigenous cultures, minority languages and art: performance as research methodology

2021
- UNIWERSYTET W LIZBONIE (FBAUL) Ciclo de Conferências sobre Investigação Artística, międzynarodowa konferencja, prezentacja z Verónicą Rodríguez: Holes, Theatre and Performance: An Artistic Research Conversation

2020
- UNIWERSYTET W LIZBONIE (FBAUL), międzynarodowa konferencja Artistic Research. Experimentation, temporality, radical doubt, prezentacja: „Ksiezy Mlyn – a performance of meetings” – artistic experimental research on the perspective of Time

2019
- AKADEMIA SZTUK PIĘKNYCH W ŁODZI, międzynarodowa konferencja Chiado, Carmo, and the Heart of Darkness. Arts in the Public Sphere, prezentacja: Abandoned factories – site-specific performances in Joseph Conrad’s ‘promised land’ (Frankfurt, Aqueda, Lodz)

2018
- IFTR 2018: Theatre and Migration. Theatre, nation and identity: Between Migration and stasis, międzynarodowa konferencja, Belgrad, Serbia, prezentacja: „Migration” video performance – an artistic exploration of impermanent, transient and porous spaces of abandoned factory

2017
- BERGEN KUNSTHALL w Norwegii, prezentacja podczas seminarium Reality in Art: Do We Want to Differentiate? (PAB OPEN 2017), key speaker

2014
- ESAP w Porto, międzynarodowa konferencja Dramatic Architectures. Places of drama. Drama for places, prezentacja: Performative street’s tales in the context of phenomenology of space (site-specific dance and performance art)
- ART CENTER LE LIEU w Quebec City, Kanada, międzynarodowa konferencja / seminarium podczas RIAP, prezentacja: Women performer artists in Poland (70./80.)
- Muzeum Kinematografii w Łodzi, międzynarodowa konferencja Workers’ housing estates. Cultural traces and ciphers (prezentacja animowanego filmu dokumentalnego Księży Młyn z dyskusją)

## Publikacje
2021
- RIACT NR 2 Revista de Investigação Artística, Criação e Tecnologia / Artistic Research before the Nothingness, artykuł: Holes, Theatre and Performance: An Artistic Research Conversation (co-author: Verónica Rodríguez)

2020
- RIACT NR 1 Revista de Investigação Artística, Criação e Tecnologia / Experimentation, temporality, radical doubt, artykuł: Księży Młyn – a performance of meetings – artistic experimental research on the perspective of Time
- There is no there there – Urban Indians and The New Contemporary in Indigenous American Art – around Identity and Authenticity in American Pop Culture, „LITERATUROZNAWSTWO”, DOI: 10.25312/2451-1595.
- JANOTAS AND FLANEURS SUSPENDED IN A SMARTPHONE CHIADO, CARMO, AND ARTS IN THE PUBLIC SPHERE, publikacja artykułu: The city as a mise-en-scene of artistic urban travels (audiowalks, urban drift, performance walks: the art of walking), ISBN 978-83-66037-57-1.

2019
- CHIADO, CARMO, AND THE HEART OF DARKNESS. ARTS IN THE PUBLIC SPHERE (CUENCA, PARIS, LISBOA, LODZ), publikacja artykułu: Abandoned factories – site-specific performances in Joseph Conrad’s ‘promised land’ (Frankfurt, Aqueda, Lodz), ISBN 978-83-66037-25-0.

2017
- ANGELAKI JOURNAL of the theoretical humanities, v. 22 nr 2, Routledge Taylor&Francis Group, ISSN 0969-725X. Kolaż: Blurred[35]

2015
- SZTUKA I DOKUMENTACJA, publikacja: FILLin project – artistic activities (soundwalks, performances, knees-up, 'Food for the story’) in Ksiezy Mlyn, post-industrial district in Lodz

2014
- ULTRA FEMINISM, komiks / collage The ideology of the shoe, publikacja w międzynarodowym magazynie, Rotterdam
- TEATRALIA, artykuł w internetowym magazynie teatralnym: Festiwal zrodzony z rozpaczy – Homo Novus w Rydze